# Беленицкий, Михаил Дмитриевич
Михаи́л Дми́триевич Белени́цкий (род. 12 сентября 2002, Москва, Россия) — российский профессиональный баскетболист, играющий на позиции лёгкого форварда.

## Карьера
Беленицкий является воспитанником московской школы «Глория», первый тренер — Павел Борисович Рябичев.
В сезоне 2017/2018 Михаил начал выступать за команду ДЮБЛ московского клуба МБА. В первенстве ДЮБЛ 2018/2019 Беленицкий стал бронзовым призёром и вошёл в символическую пятёрку «Финала восьми» как «Лучший атакующий защитник». По ходу этого сезона Михаил попадал в заявку основной команды МБА, играющей в Суперлиге-1, однако на паркете так и не появился.
Летом 2019 года Беленицкий получил приглашение от двух школ из США, но в августе принял решение подписать 4-летний контракт с «Нижним Новгородом».
29 сентября 2019 года Беленицкий дебютировал на профессиональном уровне. В ответном матче 2-го квалификационного раунда Лиги чемпионов ФИБА против польской «Легии» (78:63) Михаил провёл на площадке 3 минуты 33 секунды, но результативными действиями не отметился.
Летом 2021 года, во время индивидуальной подготовки перед сборами «Нижнего Новгорода», Беленицкий получил разрыв крестообразной связки коленного сустава. После проведённой операции восстановление Михаила займёт около 9 месяцев.
В сезоне 2022/2023 Беленицкий стал победителем Кубка России.
Летом 2023 года Беленицкий подписал новый 2-летний контракт с «Нижним Новгородом».
В сезоне 2023/2024 Беленицкий стал серебряным призёром Кубка России.
В апреле 2024 года Беленицкий перешёл УНИКС на правах аренды до конца сезона 2023/2024. В составе команды Михаил стал серебряным призёром Единой лиги ВТБ и серебряным призёром чемпионата России.
В июне 2024 года Беленицкий подписал контракт с УНИКСом по схеме «1+1».
В сезоне 2024/2025 Беленицкий стал бронзовым призёром Единой лиги ВТБ и чемпионата России, а также серебряным призёром Суперкубка Единой лиги ВТБ.
В июне 2025 года Беленицкий подписал новый контракт с УНИКСом по схеме «1+1».

## Сборная России
В ноябре 2017 года Беленицкий принял участие в VII Российско-Китайских молодёжных летних играх в составе юниорской сборной России (до 15 лет).
В августе 2018 года Беленицкий, в составе сборной России (до 16 лет), стал победителем чемпионата Европы в дивизионе В. Михаил отметился статистикой в 3,4 очка, 2,7 подбора и 1,8 передачи.
Летом 2019 года Беленицкий принял участие в чемпионате Европы в составе сборной России (до 18 лет). На этом турнире команда заняла 6 место,а Михаил в среднем набирал 3,8 очка, 1,8 подбора и 1,7 передачи.
В январе 2023 года Беленицкий принял участие в просмотровом сборе кандидатов в сборную России.
21 февраля 2023 года Беленицкий дебютировал за сборную России в товарищеском матче против клуба «Мега» (85:74). В этой игре Михаил провёл на площадке 19 минут 29 секунд и набрал 6 очков, 5 подборов, 2 передачи и 1 перехват.

## Достижения

### Клубные
- Серебряный призёр Единой лиги ВТБ: 2023/2024
- Бронзовый призёр Единой лиги ВТБ: 2024/2025
- Серебряный призёр Суперкубка Единой лиги ВТБ: 2024
- Серебряный призёр чемпионата России: 2023/2024
- Бронзовый призёр чемпионата России: 2024/2025
- Обладатель Кубка России: 2022/2023
- Серебряный призёр Кубка России: 2023/2024
- Бронзовый призёр ДЮБЛ: 2018/2019

### Сборная России
- Победитель чемпионата Европы в дивизионе В (до 16 лет): 2018